# گاوریلا درژاوین
گاوریلا رامانوویچ درژاوین (به روسی: Гаврии́л (Гаври́ла) Рома́нович Держа́вин) شاعر و سیاستمدار اهل روسیه بود که در سال ۱۷۴۳ میلادی متولد شد و به سال ۱۸۱۶ میلادی درگذشت.

## آثار
از آثار او می‌توان به مجموعه‌های زیر اشاره کرد:
- مجموعه فلیستا
- خدا (۱۷۸۴)
- آبشار (۹۴–۱۷۹۱)
- زندگی در زونکا